# Nesticella proszynskii
Nesticella proszynskii là một loài nhện trong họ Nesticidae.
Loài này thuộc chi Nesticella. Nesticella proszynskii được Pekka T. Lehtinen & Michael Ilmari Saaristo miêu tả năm 1980.